# 浪岡地区コミュニティバス
浪岡地区コミュニティバス（なみおかちくコミュニティバス）は、青森県青森市のうち、旧南津軽郡浪岡町域を運行するコミュニティバスであった。
青森市が企画・運営し、弘南バスが運行を受託していた。

## 沿革
- 2009年11月1日 - 試験運行開始。
- 2010年7月1日 - 本運行を開始。
- 2024年3月29日 - 運行を終了。

### 概要
2009年11月1日から2010年6月30日まで試験運行を行い、利用状況や住民の意向を調査し、本格運行に向けて準備を進めてきた。
本格運行にあたり試験運行中の利用実績から「沖萢線」は廃止としたが、「王余魚沢線」と「細野線」は1往復ずつ増発し、各路線の運行本数を3往復に統一した。
また、起終点を浪岡駅前から浪岡病院玄関前に変更し、運行経路の一部修正と停留所の新設を実施した。
利用者が低迷をしており、2024年3月29日で運行を終了し、廃止となった。
2024年4月15日からは、10名乗りの大型タクシータイプの車両とAIを活用した「浪岡AIデマンド交通（通称・のりAI）(読み方は「のりあい」)」の運行を開始した。

## 担当営業所
- 弘南バス黒石営業所

## 運行路線

### 増館線
- 浪岡病院 - 浪岡駅前 - 信用金庫前 - 浪岡事務所前 - 浪岡中学校入口 - 北女鹿沢 - 銀農村センター前 - 下十川 - 増館

### 下石川線
- 浪岡病院 - 浪岡駅前 - （信用金庫前 - 浪岡事務所前 - 浪岡中学校入口 - ）花岡緑道公園 - 国立青森病院 - 野沢公民館前 - 郷山前 - 吉野田 - 下石川

### 大釈迦線
- 浪岡病院 - 浪岡駅前 - 信用金庫前 - 浪岡事務所前 - 浪岡中学校入口 - 浪岡 - 青森南警察署前 - 高屋敷 - 長沼中央 - 大釈迦（復路：大釈迦駅前） - 大釈迦北口

### 王余魚沢線
- 浪岡病院 - 浪岡駅前 - （信用金庫前 - 浪岡事務所前 - 浪岡中学校入口 - ）浪岡 - 仲町緑道公園 - 中世の館前 - 五本松 - 羽黒平 - 松山 - 上王余魚沢

### 細野線
- 浪岡病院 - 浪岡駅前 - （信用金庫前 - 浪岡事務所前 - 浪岡中学校入口 - ）浪岡 - 仲町緑道公園 - 農協支所前 - 下相沢 - 山の家 - 目倉石（復路のみ停車） - 一ツ森

### 本郷線
- 浪岡病院 - 浪岡駅前 - （信用金庫前 - 浪岡事務所前 - 浪岡中学校入口 - ）浪岡 - 仲町緑道公園 - 農協支所前 - 北中野 - 吉内 - 本郷小学校前 - 中央本郷（復路のみ停車） - 東京線三叉路

## 運賃
- 大人 - 200円
  - 小学生以下は無料。
  - 高齢者福祉乗車証所持者は半額。
  - 青森市営バス・弘南バスの定期券・回数券・企画乗車券等の利用はできない。

## 運休日
- 日曜日、祝日、年末年始、第1・第3・第5土曜日と第2・第4土曜日午後

## その他
- 市立浪岡病院への通院者には無料券を発行。